# Eva Asderakiová
Eva Asderakiová, nepřechýleně Asderaki (* 27. ledna 1982) je řecká tenisová rozhodčí. Po svém sňatku je známá jako Eva Asderaki-Moore. Působí jako hlavní rozhodčí na profesionálních okruzích. K roku 2009 byla spolu Marianou Alvesovou a Allison Langeovou jednou ze tří žen, které měly zlatou certifikaci udělenou Mezinárodní tenisovou federací.

## Kariéra
Rozhoduje zápasy na všech čtyřech grandslamech, tedy na Australian Open, French Open, ve Wimbledonu, a na US Open), na Turnaji mistryň (např. finále dvouhry 2011) a stejně tak i týmové soutěže Davis Cup či Fed Cup. Byla hlavní rozhodčí při finále ženské dvouhry, ve kterém se střetly Karolína Muchová a Iga Świątek v Paříži dne 10. června 2023.
Z pozice hlavní rozhodčí se také zúčastnila Letních olympijských her 2008 v Pekingu.
Ve finále ženské dvouhry US Open 2011 mezi Serenou Williamsovou a Samanthou Stosurovou učinila kontroverzní rozhodnutí v první hře druhé sady. Během výměny za stavu 30:40, která znamenala breakbol pro Australanku, Williamsová po odehrání míče zakřičela s viditelnou prodlevou, v momentu kdy se Stosurová snažila dosáhnout na míč, jejž nezachytila. Měla tak následovat shoda.
Rozhodčí však využila pravidla o úmyslném vyrušení soupeřky během hry a míč přidělila Australance, která získala první hru. Američanka s protesty neuspěla a po zbytek následně prohraného zápasu pokračovala s urážkami vůči ní. Po skončení utkání jí odmítla podat ruku a při následném komentáři míč označila „za vítězný (winner), který ale nebyl započítán“. Vrchní rozhodčí turnaje se později hlavní rozhodčí utkání zastal a inkriminované rozhodnutí označil za správné. Podobné rozhodnutí, tentokrát ale bez protestů, Asderakiová učinila i při zápasu Lucie Šafářové proti Angelique Kerberové během finále Fed Cupu 2014.